# Tití pigmeu oriental
El tití pigmeu oriental (Cebuella niveiventris) és una espècie de primat de la família dels cal·litríquids. Viu a Bolívia i el Perú. El seu hàbitat natural són els boscos situats a la riba dels rius. És considerat una espècie vulnerable pels efectes de la desforestació, la mineria, l'agricultura, l'expansió urbana, la caça i altres activitats humanes, que han provocat un declivi de les poblacions del tití pigmeu oriental estimat en més d'un 30% en 18 anys. Originàriament fou descrit com a subespècie del tití pigmeu occidental (C. niveiventris).